# Episodi di Dallas (serie televisiva 1978) (quinta stagione)
Questa voce contiene trame, dettagli e crediti dei registi e degli sceneggiatori della quinta stagione della serie televisiva Dallas.
Negli Stati Uniti d'America, è stata trasmessa per la prima volta dalla CBS dal 9 ottobre 1981 al 9 aprile 1982, posizionandosi al 1º posto nei rating Nielsen di fine anno con il 28,4% di penetrazione e con una media di 23.146.000 spettatori.
In Italia è stata trasmessa in prima visione da Canale 5 durante la stagione televisiva 1982/1983.
- Il cliffhanger di fine stagione

La relazione tra Cliff e Sue Ellen (ricominciata durante questa stagione) fallisce miseramente perché Sue Ellen decide di tornare da J.R. e risposarlo (i due avevano divorziato nella stagione precedente). A causa di J.R., inoltre, Cliff conduce la compagnia di sua madre alla bancarotta. L'uomo tenta allora il suicidio, ma viene salvato in tempo. Mentre è in coma in ospedale, Sue Ellen avverte J.R. che se Cliff muore lei non lo risposerà.

Risoluzione: Cliff esce dal coma e Sue Ellen risposa J.R.

Fallimenti.
Dall'episodio Addio Cliff Barnes?, finale di stagione.

| nº | Titolo originale           | Titolo italiano             | Prima TV USA     | Prima TV Italia  |
| -- | -------------------------- | --------------------------- | ---------------- | ---------------- |
| 1  | Missing Heir               | L'erede scomparso           | 9 ottobre 1981   |                  |
| 2  | Gone, But Not Forgotten    | Un grosso paese             | 16 ottobre 1981  |                  |
| 3  | Showdown at San Ángelo     | Resa dei conti a San Angelo | 23 ottobre 1981  |                  |
| 4  | Little Boy Lost            | Il bambino perduto          | 30 ottobre 1981  | 11 maggio 1982   |
| 5  | The Sweet Smell of Revenge | Il sapore della vendetta    | 6 novembre 1981  |                  |
| 6  | The Big Shut Down          | Il fallimento               | 13 novembre 1981 | 18 maggio 1982   |
| 7  | Blocked                    | Un gioco pericoloso         | 20 novembre 1981 | 5 ottobre 1982   |
| 8  | The Split                  | La divisione                | 27 novembre 1981 | 12 ottobre 1982  |
| 9  | Five Dollars a Barrel      | Cinque dollari al barile    | 4 dicembre 1981  | 19 ottobre 1982  |
| 10 | Starting Over              | L'inizio                    | 11 dicembre 1981 | 26 ottobre 1982  |
| 11 | Waterloo at Southfork      | L'affidamento               | 18 dicembre 1981 | 2 novembre 1982  |
| 12 | Barbecue Two               | Una telefonata              | 1º gennaio 1982  | 9 novembre 1982  |
| 13 | The Search                 | Le ricerche                 | 8 gennaio 1982   | 16 novembre 1982 |
| 14 | Denial                     | Il rifiuto                  | 15 gennaio 1982  | 23 novembre 1982 |
| 15 | Head of the Family         | A capo della famiglia       | 22 gennaio 1982  |                  |
| 16 | The Phoenix                | Gli eredi degli Ewing       | 29 gennaio 1982  | 7 dicembre 1982  |
| 17 | My Father, My Son          | Trappola per Cliff          | 5 febbraio 1982  | 14 dicembre 1982 |
| 18 | Anniversary                | L'anniversario              | 12 febbraio 1982 |                  |
| 19 | Adoption                   | L'adozione                  | 19 febbraio 1982 | 21 dicembre 1982 |
| 20 | The Maelstrom              | Il vortice                  | 26 febbraio 1982 | 28 dicembre 1982 |
| 21 | The Prodigal               | La presidenza di Cliff      | 5 marzo 1982     |                  |
| 22 | Vengeance                  | La vendetta                 | 12 marzo 1982    | 2 marzo 1983     |
| 23 | Blackmail                  | Ricatto                     | 19 marzo 1982    | 8 marzo 1983     |
| 24 | The Investigation          | Le indagini                 | 26 marzo 1982    | 9 marzo 1983     |
| 25 | Acceptance                 | Rose per Sue Ellen          | 2 aprile 1982    | 15 marzo 1983    |
| 26 | Goodbye, Cliff Barnes      | Addio Cliff Barnes?         | 9 aprile 1982    | 16 marzo 1983    |

- Cast regolare[17]:
Barbara Bel Geddes (Miss Ellie Ewing)
Patrick Duffy (Bobby Ewing)
Linda Gray (Sue Ellen Ewing)
Larry Hagman (J.R. Ewing)
Susan Howard (Donna Culver)
Steve Kanaly (Ray Krebbs)
Ken Kercheval (Cliff Barnes)
Victoria Principal (Pamela Barnes Ewing)
Charlene Tilton (Lucy Ewing)

- Cast ricorrente[18]:
Morgan Brittany (Katherine Wentworth) – episodi 4/6, 12, 16/18, 20, 21, 24
Howard Keel (Clayton Farlow) – episodi 1/12, 15/18, 20/23, 26
Audrey Landers (Afton Cooper) – episodi 1/8, 11, 12, 14, 16, 17, 21, 22, 25, 26
Jared Martin (Dusty Farlow) – episodi 1/10
Leigh McCloskey (Mitch Cooper) – episodi 1/9, 11, 12, 14, 16/18, 20, 22/25
Priscilla Pointer (Rebecca Barnes Wentworth) – episodi 1/11, 16/19, 21, 22, 24/26

## L'erede scomparso
- Titolo originale: Missing Heir
- Diretto da: Irving J. Moore
- Scritto da: Arthur Bernard Lewis

### Trama
Il corpo della donna trovato da Cliff nella piscina del Southfork Ranch, nel cliffhanger della precedente stagione, è quello di Kristin, la sorella di Sue Ellen. Cliff e J.R. si accusano l'un l'altro dell'accaduto. Quest'ultimo chiede a Sue Ellen di tornare a vivere con lui, ma la donna decide di restare al Farlows' Southern Cross Ranch con Dusty e John Ross. La donna è riuscita a riavere il bambino grazie all'aiuto di Pamela. Intanto, Lucy lascia definitivamente Mitch.
- Guest Star: Barbara Babcock (Liz Craig), Barry Corbin (Sceriffo Fenton Washburn), Bill Lucking (Deputato Matland), Herbert Rudley (Howard Barker)
- Altri interpreti: James Brown (Detective Harry McSween), Mary Crosby (Kristin Shepard), Harlan Jordan (Sceriffo Bull Hawkins), Sherril Lynn Katzman (Jackie), Deborah Tranelli (Phyllis Wapner)

## Un grosso paese
- Titolo originale: Gone, But Not Forgotten
- Diretto da: Leonard Katzman
- Scritto da: Arthur Bernard Lewis

### Trama
Mentre J.R. e Cliff rilasciano le loro testimonianze durante l'inchiesta sulla morte di Kristin, Sue Ellen decide di voler concludere definitivamente il suo matrimonio con J.R. Intanto, Bobby e Pamela decidono di adottare un bambino, sebbene il processo di adozione sia burocraticamente lungo. J.R. cerca di far portar via John Ross a Sue Ellen quando la donna lascia il ranch dei Farlow per poter organizzare il funerale di sua sorella. Il tempestivo intervento di Dusty fa fallire il piano di J.R.
- Special Guest Star: William Smithers (Jeremy Wendell)
- Altri interpreti: Tyler Banks (John Ross Ewing III), James Brown (Detective Harry McSween), Barry Corbin (Sceriffo Fenton Washburn), Fern Fitzgerald (Marilee Stone), Bruce French (Jerry Macon), Sherril Lynn Katzman (Jackie), Heather Lowe (Heather), Debbie Rennard (Sly), Herbert Rudley (Howard Barker), Deborah Tranelli (Phyllis Wapner), Morgan Woodward (Punk Anderson)

## Resa dei conti a San Angelo
- Titolo originale: Showdown at San Ángelo
- Diretto da: Irving J. Moore
- Scritto da: Leonard Katzman

### Trama
Miss Ellie torna al Southfork Ranch senza Jock. L'uomo è stato reclutato dal Dipartimento di Stato per una missione in Sudamerica. Mentre Bobby e Pam sono sempre più frustrati dalla lunga attesa per adottare un bambino, Rebecca persuade Cliff a dirigere la "Wentworth Tool and Die", una delle compagnie del suo ultimo marito. Miss Ellie e Clayton, padre di Dusty, si incontrano per la prima volta quando la donna si reca con J.R. al Southern Ranch dei Farlow per far visita a John Ross.
- Guest Star: Bruce French (Jerry Macon), William Smithers (Jeremy Wendell)
- Altri interpreti: James Brown (Detective Harry McSween), Debbie Rennard (Sly Lovegren), Deborah Tranelli (Phyllis Wapner), Lynn Wood (Ms. Bruce), Morgan Woodward (Punk Anderson)

## Il bambino perduto
- Titolo originale: Little Boy Lost
- Diretto da: Leonard Katzman
- Scritto da: Leonard Katzman

### Trama
J.R. e Sue Ellen si battono per la custodia temporanea di John Ross. Miss Ellie dice al figlio di non usare sotterfugi per mettere in cattiva luce Sue Ellen. L'avvocato di J.R. cerca di puntare il dito sull'immoralità del rapporto della donna con Dusty, in quanto sposata, ma l'avvocato della controparte afferma pubblicamente che tra i due non c'è niente di immorale in quanto Dusty è diventato impotente in seguito al suo incidente. La corte si esprime in favore di Sue Ellen e obbliga J.R. a pagare 10.000 dollari al mese per il mantenimento del bambino. Intanto, arriva a Dallas la figlia di Rebecca, Katherine, mentre Pamela - probabilmente affetta da depressione - scompare.
- Special Guest Star: Barry Nelson (Arthur Elrod)
- Guest Star: Arthur Malet (Forest), Herbert Rudley (Howard Barker), Donegan Smith (Jackson), Liam Sullivan (Giudice William Packer), Edward Winter (Dr. Frank Waring), Morgan Woodward (Punk Anderson), John Zaremba (Dr. Harlan Danvers)
- Altri interpreti: Niki Flack (Beverly Waring), Jerry Haynes (Pat Powers), Sherril Lynn Katzman (Jackie), Pamela Murphy (Marie), Debbie Rennard (Sly Lovegren)

## Il sapore della vendetta
- Titolo originale: The Sweet Smell of Revenge
- Diretto da: Irving J. Moore
- Scritto da: Linda Elstad

### Trama
Dopo varie ricerche, Pamela viene trovata in cima ad un edificio mentre minaccia di saltare nel vuoto. L'intervento di Bobby la salva da morte certa. Dopo il ricovero della donna al Dallas Memorial Hospital, l'uomo riceve una foto di Kristin e suo figlio allegata ad una lettera anonima, in cui informano Bobby che vi sono informazioni al riguardo "in vendita". Per vendicarsi di Sue Ellen, J.R. blocca alcune spedizioni di petrolio verso le raffinerie Farlow e convince altri fornitori a fare lo stesso.
- Guest Star: Barbara Babcock (Liz Craig), Laurence Haddon (Franklin Horner), Art Hindle (Jeff Farraday), Edward Winter (Dr. Frank Waring), Morgan Woodward (Punk Anderson), Gretchen Wyler (Dr. Dagmara Conrad)
- Altri interpreti: Tyler Banks (John Ross Ewing III), J.R. Clark (Earl Holiday), Sherril Lynn Katzman (Jackie), Debbie Rennard (Sly Lovegren), Deborah Tranelli (Phyllis Wapner), David Tress (Walter Sher)

## Il fallimento
- Titolo originale: The Big Shut Down
- Diretto da: Leonard Katzman
- Scritto da: Arthur Bernard Lewis

### Trama
Vaughn Leland accetta di finanziare il malefico piano di J.R. per tagliare ogni fornitura di petrolio verso i pozzi dei Farlow. Jeff Farraday, l'uomo che aveva spedito la fotografia di Kristin e suo figlio a Bobby, contatta Bobby e gli riferisce che lui era il compagno di Kristin in California e che sa dove si trova Christopher, il bambino di Kristin. Bobby scopre, tra i documenti acquistati da Farraday, che gli assegni inviati alla donna per il mantenimento del figlio erano di Jordan Lee. Pamela, intanto, conosce la sua sorellastra Katherine.
- Guest Star: Phillip R. Allen (Lloyd Bettinger), Tom Fuccello (Senatore Dave Culver), Laurence Haddon (Franklin Horner), Art Hindle (Jeff Farraday), Dennis Patrick (Vaughn Leland), Edward Winter (Dr. Frank Waring), Morgan Woodward (Punk Anderson), Gretchen Wyler (Dr. Dagmara Conrad)
- Altri interpreti: Tami Barber (Bev), Robert  Ginnaven (Chuck Williamson), Debbie Rennard (Sly Lovegren), David Tress (Walter Sher)

## Un gioco pericoloso
- Titolo originale: Blocked
- Diretto da: Irving J. Moore
- Scritto da: Arthur Bernard Lewis

### Trama
Jordan Lee ammette con Bobby di aver fatto sesso con Kristin ma gli mostra un test di paternità che nega che lui possa essere il padre di Christopher. J.R. assicura a Clayton che sbloccherà il rifornimento di petrolio per la sua azienda se e quando caccerà Sue Ellen e John Ross III dal Southern Cross Ranch, ma l'uomo rifiuta.
- Guest Star: Art Hindle (Jeff Farraday), Joseph Warren (Senatore Dickson), Gretchen Wyler (Dr. Dagmara Conrad)
- Altri interpreti: Gary Bayer (Don Martin), Robert Ginnaven (Chuck Williamson), Andy Jarrell (Neal Hart), Debbie Rennard (Sly Lovegren), Don Starr (Jordan Lee), David Tress (Walter Sher)

## La divisione
- Titolo originale: The Split
- Diretto da: Leonard Katzman
- Scritto da: Leonard Katzman

### Trama
J.R. affronta Dusty, dicendogli che vuole indietro sua moglie e che lui non potrà mai farla felice. Miss Ellie riceve un documento da parte di Jock - ancora in Sudamerica per conto del Dipartimento di Stato - con il quale il patriarca degli Ewing divide l'azienda di famiglia tra i vari componenti: il 30% a Miss Ellie; il 20% a J.R.; il 20% a Bobby; il 10% a Gary; il 10% a Ray; il 10% a John Ross III. Jock predispone che la parte lasciata a John Ross sia controllata da Miss Ellie mentre il bambino è lontano da casa Ewing. Dal momento in cui il figlio di J.R. sarà di nuovo a Southfork, il controllo di quel 10% passerà sotto il controllo di quest'ultimo. Intanto, mentre Bobby rinuncia a ricandidarsi al Senato, Donna pubblica la biografia del suo ex marito, Sam Culver e Afton decide di non lavorare più per J.R., svelando a Cliff tutto quello che sa sui suoi affari.
- Guest Star: Bernard Behrens (Haskell), Art Hindle (Jeff Farraday), Dennis Patrick (Vaughn Leland), Ted Shackelford (Gary Ewing), Robert Symonds (Martin Porter), David Tress (Walter Sher), Joan Van Ark (Valene Ewing), Gretchen Wyler (Dr. Dagmara Conrad)
- Altri interpreti: Andy Jarrel (Neal Hart), Debbie Rennard (Sly Lovegren), Barbara Stock (Heather Wilson), Deborah Tranelli (Phyllis Wapner), H.M. Wynant (Edward Chapman)

## Cinque dollari al barile
- Titolo originale: Five Dollars a Barrel
- Diretto da: Irving J. Moore
- Scritto da: Leonard Katzman

### Trama
J.R. naviga in cattive acque, economicamente, e chiede un prolungamento sulla scadenza di un prestito. Cliff approfitta delle sue difficoltà per riuscire ad appropriarsi di uno dei vecchi pozzi petroliferi della Barnes-Ewing. Sul fronte della divisione della Ewing Oil, Gary decide di lasciare la sua parte a Lucy, mentre Ray rifiuta di cedere la sua a J.R. Mentre Pamela ottiene il permesso temporaneo di lasciare l'ospedale per far visita alla famiglia a Southfork, Farraday accetta di vendere Christopher a Bobby.
- Guest Star: Lee de Broux (McCoy), Art Hindle (Jeff Farraday), Sally Kemp (Mrs. Rogers), Dennis Patrick (Vaughn Leland), Ted Shackelford (Gary Ewing), Robert Symonds (Martin Porter), David Tress (Walter Sher), Edward Winter (Dr. Frank Waring), Gretchen Wyler (Dr. Dagmara Conrad)
- Altri interpreti: Robert Ackerman (Wade Luce), Peter Brandon (Greer), J.R. Clark (Earl Holiday), Pamela Murphy (Marie), Debbie Rennard (Sly Lovegren), Paul Sorensen (Andy Bradley), Don Starr (Jordan Lee), Aggie Terry (Lori Rogers), Deborah Tranelli (Phyllis Wapner)

## L'inizio
- Titolo originale: Starting Over
- Diretto da: Leonard Katzman
- Scritto da: Leonard Katzman

### Trama
Bobby è ormai certo che Christopher sia figlio di J.R. e accetta di comprare il bambino per mettere suo fratello davanti alle sue responsabilità. Quando Pam vede il bambino, però, presuppone erroneamente che il bambino sia stato adottato da Bobby per lei. Miss Ellie si impegna a prestare a Ray 3 milioni di dollari presi dalle casse della Ewing Oil per aiutarlo in un suo progetto, ma scopre che J.R. ha esaurito le riserve della società. Sue Ellen giunge alla conclusione che Dusty non sarà mai felice con lei e abbandona il Southern Cross.
- Special Guest Star: Barry Nelson (Arthur Elrod)
- Guest Star: Edmund Gilbert (Paul Winslow), Laurence Haddon (Franklin Horner), Art Hindle (Jeff Farraday), Dennis Patrick (Vaughn Leland), Gretchen Wyler (Dr. Dagmara Conrad)
- Altri interpreti: Bruce Gray (Dr. Alan Cosby), Debbie Rennard (Sly Lovegren), Don Starr (Jordan Lee)

## L'affidamento
- Titolo originale: Waterloo at Southfork
- Diretto da: Irving J. Moore
- Scritto da: Linda Elstad

### Trama
Miss Ellie chiede ai componenti della famiglia di votare a favore o a sfavore di J.R. come presidente della Ewing Oil. Bobby vuole adottare Christopher ma non vuole che Pamela scopra che è il figlio di Kristin e J.R. Intanto, quest'ultimo trama contro Sue Ellen - ora che ha abbandonato i Farlow - per ottenere l'affidamento di John Ross. Ma i giudici votano a favore della donna.
- Special Guest Star: Barry Nelson (Arthur Elrod)
- Guest Star: Wiley Harker (Giudice James Berwin), Patricia McCormack (Evelyn Michaelson), Dennis Patrick (Vaughn Leland), Herbert Rudley (Howard Barker), David Tress (Walter Sher), Gretchen Wyler (Dr. Dagmara Conrad)
- Altri interpreti: Robert Ackerman (Wade Luce), Tyler Banks (John Ross Ewing III), Paul Comi (Dr. McWright), Don Hamilton (Eric), Debbie Rennard (Sly Lovegren), Paul Sorensen (Andy Bradley), Don Starr (Jordan Lee)

## Una telefonata
- Titolo originale: Barbecue Two
- Diretto da: Leonard Katzman
- Scritto da: Arthur Bernard Lewis

### Trama
Il successo di Donna come scrittrice comincia a irritare Ray. Intanto, Sue Ellen e John Ross si trasferiscono in un appartamento a Dallas. Miss Ellie organizza un barbecue a Southfork per festeggiare Jock, in procinto di tornare dal Sudamerica. Durante il barbecue, Sue Ellen e Cliff si riavvicinano, e quest'ultimo si rende conto di amare ancora la donna. Anche Lucy cerca di riavvicinarsi a Mitch, ma l'uomo viene chiamato urgentemente in ospedale. Katherine, dal canto suo, comincia a sentirsi attratta da Bobby. Miss Ellie riceve un'allarmante telefonata durante la quale la informano che un elicottero su cui viaggiava Jock si è schiantato in Sudamerica.
- Altri interpreti: Tyler Banks (John Ross Ewing III), Bernard Behrens (Harold Haskell), Dan Hamilton (Eric), Peyton Park (Larry), Dennis Redfield (Roger Larson), Debra Lynn Rogers (Toni), Edward Winter (Dr. Frank Waring)

## Le ricerche
- Titolo originale: The Search
- Diretto da: Irving J. Moore
- Scritto da: Arthur Bernard Lewis

### Trama
J.R., Bobby e Ray si recano in Sudamerica, nel luogo dove è caduto l'elicottero sul quale viaggiava Jock, per dare una mano nelle ricerche. L'unica cosa che riescono a trovare però è il suo vecchio medaglione. Nel frattempo, a Southfork, le donne della famiglia Ewing si abbandonano ai ricordi e ai bei momenti trascorsi con Jock.
- Altri interpreti: George Cooper (Lee Evans), Mary Crosby (Kristin Shepard), Morgan Woodward (Punk Anderson)

## Il rifiuto
- Titolo originale: Denial
- Diretto da: Victor French
- Scritto da: Linda Elstad

### Trama
La morte di Jock si rivela devastante per J.R. e Bobby è costretto a sostituirlo alla Ewing Oil. Bobby cerca anche di convincere Miss Ellie a dichiarare Jock legalmente morto, ma la donna non è ancora pronta ad accettare la perdita. J.R. dice a Sue Ellen che, per colpa sua, suo padre è morto sapendo che John Ross era stato portato via da Southfork e le promette che si riprenderà suo figlio. Il successo editoriale di Donna continua a minare il suo rapporto con Ray. 
- Altri interpreti: Stephanie Blackmore (Serena), Lindsay Bloom (Bonnie), Peter Brown (Tom), Phyllis Flax (Mrs. Chambers), Dan Hamilton (Eric), Diane McBain (Dee Dee), Jim McKrell (Henry), George O. Petrie (Harv Smithfield), Dennis Redfield (Roger Larson), Dbbie Rennard (Sly Lovegren), Ray Stewart (Mr. Hamilton), Deborah Tranelli (Phyllis Wapner), Morgan Woodward (Punk Anderson)

## A capo della famiglia
- Titolo originale: Head of the Family
- Diretto da: Patrick Duffy
- Scritto da: Howard Lakin

### Trama
Mentre J.R. e Ray sono sempre più depressi e apatici, Bobby deve occuparsi sia della Ewing Oil, sia del Southfork Ranch. Per questo motivo, cerca di dare una scrollata al suo fratello maggiore dicendoglio che tutto quello che Jock ha costruito rischia di andare in malora. Sue Ellen, intanto, cede alle avance di Cliff.
- Altri interpreti: Tyler Banks (John Ross Ewing III), Stephanie Blackmore (Serena), Lindsay Bloom (Bonnie), Diana McBain (Dee Dee Webster), Jim McKrel (Henry Webster), George O. Petrie (Harv Smithfield), Dennis Redfield (Roger Larson), Don Starr (Jordan Lee), Barbara Stock (Heather Wilson), Deborah Tranelli (Phyllis Wapner), Ray Wise (Blair Sullivan), Lynn Wood (Ms. Bruce), H.M. Wynant (Ed Chapman), Gretchen Wyler (Dr. Dagmara Conrad)

## Gli eredi degli Ewing
- Titolo originale: The Phoenix
- Diretto da: Harry Harris
- Scritto da: David Paulsen

### Trama
J.R. torna al lavoro alla Ewing Oil. Preoccupato per come l'azienda possa essere suddivisa, in base al testamento di Jock, cerca di tornare nelle grazie del Cartello. Ray, invece, continua a trascurare i suoi compiti al Southfork Ranch. Mentre Pamela comincia a farsi domande sulle origini di Christopher, Cliff aiuta Afton a intraprendere la carriera di cantante.
- Altri interpreti: Robert Ackerman (Wade Luce), Tyler Banks (John Ross Ewing III), Lindsay Bloom (Bonnie), Susan Damante-Shaw (Carolyn Carter), Fern Fitzgerald (Marilee Stone), Dan Hamilton (Eric), Dennis Redfield (Roger Larson), Debbie Rennard (Sly Lovegren), Paul Sorensen (Andy Bradley), Don Starr (Jordan Lee), Vernon Weddle (McGregor), K.C. Winkler (Melinda)

## Trappola per Cliff
- Titolo originale: My Father, My Son
- Diretto da: Larry Hagman
- Scritto da: Will Lorin

### Trama
Mentre trama per far terminare il rapporto tra Sue Ellen e Cliff una volta per tutte, J.R. cerca di acquisire il diritto di voto di Ray alla Ewing Oil. Intanto Bobby riesce a fare progressi per riuscire ad adottare Christopher. Donna inizia a lavorare sul suo nuovo libro.
- Altri interpreti: Barbara Babcock (Liz Craig), Tyler Banks (John Ross Ewing III), Fern Fitzgerald (Marilee Stone), Phyllis Flax (Mrs. Chambers), Bruce French (Jerry Macon), Claude Earl Jones (Wally Hampton), Sherril Lynn Katzman (Jackie), Patricia McCormack (Evelyn Michaelson), Dennis Redfield (Roger Larson), Debbie Rennard (Sly Lovegren), Don Starr (Jordan Lee), Ron Tomme (Charles Eccles)

## L'anniversario
- Titolo originale: Anniversary
- Diretto da: Joseph Manduke
- Scritto da: David Paulsen

### Trama
Mentre Sue Ellen è intenta a guardare una vecchia videocassetta della sua partecipazione a Miss Texas 14 anni prima, J.R. le confessa che sente la sua mancanza e la bacia. Intanto, Wally Hampton, che sta aiutando J.R. a rovinare Cliff, propone a quest'ultimo un lavoro alle Olco Industries a Tulsa, in Oklahoma. Donna, spinta da J.R., trova Ray a letto con Bonnie in un motel. Lucy affronta Evelyn, l'altra donna nella vita di Mitch.
- Altri interpreti: Barbara Babcock (Liz Craig), Tyler Banks (John Ross Ewing III), Lindsay Bloom (Bonnie), Claude Earl Jones (Wally Hampton), Patricia McCormack (Evelyn Michaelson), Pamela Murphy (Marie), Dennis Redfield (Roger Larson), Debbie Rennard (Sly Lovegren), Ron Tomme (Charles Eccles)

## L'adozione
- Titolo originale: Adoption
- Diretto da: Larry Hagman
- Scritto da: Howard Lakin

### Trama
Donna affronta Bonnie e le offre 5.000 dollari per lasciare Dallas e Ray. Quando la ragazza rifiuta, le due donne vengono alle mani. Ray viene fatto arrestare da J.R. dopo una sbronza. Questi va poi a trovarlo in cella per convincerlo a cedergli le sue quote alla Ewing Oil. Cliff scopre che dietro alla fasulla offerta di lavoro di Wally Hampton c'è lo zampino di J.R. Dopo aver confessato a Sue Ellen che Christopher è il figlio di Kristin e J.R., Bobby dice a Pam che hanno ottenuto la custodia temporanea del bambino.
- Altri interpreti: Tyler Banks (John Ross Ewing III), Lindsay Bloom (Bonnie), Robert Alan Browne (Breslin), Fern Fitzgerald (Marilee Stone), Art Hindle (Jeff Farraday), Dennis Redfield (Roger Larson), Don Starr (Jordan Lee), Ron Tomme (Charles Eccles), Herb Vigran (Giudice Thornby), Ray Wise (Blair Sullivan)

## Il vortice
- Titolo originale: The Maelstrom
- Diretto da: Patrick Duffy
- Scritto da: Will Lorin

### Trama
Dopo aver saputo che Christopher è il figlio di J.R. e sua sorella, Sue Ellen è furiosa e accantona l'idea di un'eventuale riconciliazione con il suo ex-marito, finendo di nuovo a letto con Cliff. Intanto anche J.R. viene informato dal suo avvocato che Christopher potrebbe essere suo figlio. Nonostante abbia provato a mantenere il rapporto su una base più professionale, Lucy finisce di nuovo a letto con Roger, il fotografo che la sta aiutando nella sua carriera di modella e che è profondamente ossessionato dalla ragazza. Ray interrompe la sua relazione con Bonnie. J.R. incontra per la prima volta Katherine Wentworth, la sorellastra di Pam e Cliff.
- Altri interpreti: Lindsay Bloom (Bonnie), Peter Brandon (Lowell Greer), Fern Fitzgerald (Marilee Stone), Bruce French (Jerry Macon), Art Hindle (Jeff Farraday), Pamela Murphy (Marie), Dennis Redfield (Roger Larson), Debbie Rennard (Sly Lovegren), Don Starr (Jordan Lee), Deborah Tranelli (Phyllis Wapner), Ray Wise (Blair Sullivan)

## La presidenza di Cliff
- Titolo originale: The Prodigal
- Diretto da: Michael Preece
- Scritto da: David Paulsen

### Trama
Lucy confida a Pamela che Roger è ossessionato da lei. La donna affronta l'uomo e gli intima di lasciare la ragazza in pace. Katherine discute animatamente con Cliff riguardo al suo lavoro per l'azienda di suo padre, la "Wentworth Tool and Dye", di cui Cliff è il presidente. Non potendo avere la meglio, la donna chiede aiuto a J.R. Donna scopre un segreto che lega il suo ex-marito a Jock Ewing. Afton dice a Sue Ellen che Clayton è innamorato di lei.
- Altri interpreti: Lewis Arquette (Dr. Kensington) Tyler Banks (John Ross Ewing III), Peter Brandon (Lowell Greer), Bill Erwin (Abel Greeley), Tom Fuccello (Senatore Dave Culver), Fern Fitzgerald (Marilee Stone), Phyllis Flax (Mrs. Chambers), Art Hindle (Jeff Farraday), Gary Pagett (Murphy), Dennis Redfield (Roger Larson), Debbie Rennard (Sly Lovegren), Deborah Tranelli (Phyllis Wapner), Ray Wise (Blair Sullivan)

## La vendetta
- Titolo originale: Vengeance
- Diretto da: Irving J. Moore
- Scritto da: Howard Lakin

### Trama
Miss Ellie consiglia a Sue Ellen di essere cauta nella sua relazione con Cliff. Quest'ultimo chiede alla donna di sposarlo, ma Sue Ellen gli risponde che ha bisogno di tempo per pensarci su. J.R. riesce a incastrare Cliff in un investimento fallimentare. Mitch dice a Lucy che il loro matrimonio è definitivamente finito. Quando la ragazza comunica a Roger di voler cambiare fotografo, l'uomo si altera e la rapisce. Mentre Bobby continua a essere vittima dei ricatti di Jeff Farraday, J.R. ha la conferma che Christopher è suo figlio.
- Altri interpreti: James Brown (Harry McSween), Fern Fitzgerald (Marilee Stone), Tom Fuccello (Senatore Dave Culver), Art Hindle (Jeff Farraday), Arthur Malet (Mr. Forest), Gary Pagett (Murphy), Dennis Redfield (Roger Larson), Debbie Rennard (Sly Lovegren), Ray Wise (Blair Sullivan)

## Ricatto
- Titolo originale: Blackmail
- Diretto da: Michael Preece
- Scritto da: Leonard Katzman

### Trama
J.R. ricatta Bobby sulla verità riguardo a Christopher: se non gli cederà le sue quote della Ewing Oil, rivelerà tutto a Pamela. Donna confida a Miss Ellie che anni prima un affare tra Jock e Sam Culver portò al suicidio di un'altra persona. Miss Ellie le proibisce di inserire questa storia nella biografia che Donna sta scrivendo sul suo ex-marito. Mentre Lucy tenta invano di sfuggire alle grinfie di Roger, Bobby si reca da Farraday ma lo trova morto.
- Altri interpreti: Tyler Banks (John Ross Ewing III), Fern Fitzgerald (Marilee Stone), Jonathan Goldsmith (Joe Smith), Art Hindle (Jeff Farraday), Bob Hoy (Detective Howard), Pamela Murphy (Marie), Dennis Redfield (Roger Larson), Debbie Rennard (Sly Lovegren), Tom Stern (Detective White), Deborah Tranelli (Phyllis Wapner)

## Le indagini
- Titolo originale: The Investigation
- Diretto da: Irving J. Moore
- Scritto da: Bruce Shelly

### Trama
Dopo aver perso Sue Ellen (la donna rifiuta la sua proposta di matrimonio) e le sue fortune (a causa di un investimento sbagliato architettato da J.R.), Cliff rischia di perdere anche il suo lavoro alla Wentworth Oil quando Rebecca scopre che si è appropriato indebitamente del denaro della compagnia. Intanto, Bobby e Pamela riescono a trovare e a liberare Lucy. Ricoverata in ospedale per dei controlli, la ragazza riceve la visita di Mitch e i due si accordano riguardo al divorzio. Dopo aver fatto visita a Cliff e avergli mostrato tutto tranne che compassione per i suoi fallimenti, J.R. va da Sue Ellen e le dice di tornare a Southfork con lui. Bobby aiuta la polizia nelle indagini sulla morte di Farraday e scopre che l'uomo era uno spacciatore e che probabilmente è stato ucciso da un suo cliente.
- Altri interpreti: Jack Collins (Russell Slater), Fern Fitzgerald (Marilee Stone), Phyllis Flax (Mrs. Chambers), Jonathan Goldsmith (Joe Smith), Bob Hoy (Detective Howard), Arthur Malet (Forest), Dennis Redfield (Roger Larson), Tom Stern (Detective White), Deborah Tranelli (Phyllis Wapner)

## Rose per Sue Ellen
- Titolo originale: Acceptance
- Diretto da: Michael Preece
- Scritto da: Will Lorin

### Trama
Mentre J.R. cerca di riconquistare Sue Ellen, Miss Ellie affronta con estremo dolore la morte di Jock e accetta la sua perdita. Fa poi visita a Donna per dirle che ha il suo appoggio riguardo al libro su Sam Culver che sta scrivendo. Rebecca decide di licenziare Cliff dalla Wentworth Oil. Bobby organizza una trappola con la polizia per acciuffare gli assassini di Farraday. Mitch lascia Dallas e si trasferisce ad Atlanta.
- Altri interpreti: Tyler Banks (John Ross Ewing III), Phyllis Flax (Mrs. Chambers), Jonathan Goldsmith (Joe Smith), Bob Hoy (Detective Howard), Debbie Rennard (Sly Lovegren), Tom Stern (Detective White), Morgan Woodward (Punk Anderson), H.M. Wynant (Ed Chapman)

## Addio Cliff Barnes?
- Titolo originale: Goodbye, Cliff Barnes
- Diretto da: Irving J. Moore
- Scritto da: Arthur Bernard Lewis

### Trama
Cliff fa visita a Sue Ellen per convincerla a tornare con lui, ma la donna rifiuta perché ha accettato di risposarsi con J.R. Sconvolto dalla notizia, l'uomo tenta il suicidio imbottendosi di barbiturici. Quando una furiosa Rebecca si reca da Miss Ellie per giurare vendetta alla famiglia Ewing, in nome del figlio, Miss Ellie le promette che toglierà il posto di Presidente della Ewing Oil a J.R. Dopo aver detto tutto a Pamela riguardo a Christopher, Bobby e la donna scoprono che Kristin aveva abortito il figlio di J.R. a causa di sopravvenute complicazioni nella gravidanza e che il padre di Christopher non è J.R. ma lo stesso Farraday. Cliff lotta tra la vita e la morte e Sue Ellen - devastata dai sensi di colpa - dice a J.R. che, se l'uomo muore, lei non lo risposerà.
- Altri interpreti: Tyler Banks (John Ross Ewing III), Karlene Crockett (Muriel Gillis), Phyllis Flax (Mrs. Chambers), Fern Fitzgerald (Marilee Stone), Bob Hoy (Detective Howard), Priscilla Pointer (Rebecca Wentworth)